# Leon Czolgosz
Leon F. Czolgosz (/ˈtʃɒlɡɒʃ/ CHOL-gosh, tiếng Ba Lan: [ˈlɛɔn ˈt͡ʂɔwɡɔʂ]; 5 tháng 5 năm 1873 – 29 tháng 10 năm 1901) là một người Mỹ, ông là người đi theo chủ nghĩa vô chính phủ và là cựu công nhân thép đã ám sát Tổng thống Hoa Kỳ William McKinley vào tháng 9 năm 1901. Czolgosz đã bị hành hình bằng ghế điện 7 tuần sau đó.

## Tiểu sử
Czolgosz sinh ra ở Alpena, Michigan, Mỹ, gia đình ông có gốc gác từ người nhập cư Ba Lan vào ngày 5 tháng 5 năm 1873., Michigan vào ngày 5 tháng 5 năm 1873. Ông là một trong tám đứa con của Paul Czolgosz và vợ Mary Nowak. Gia đình Czolgosz chuyển đến Detroit khi Leon năm tuổi. Ở tuổi 10, khi sống ở Posen, Michigan, mẹ của Czolgosz qua đời sáu tuần sau khi sinh em gái Victoria. Công việc đầu tiên của anh ta là vào khoảng mười bốn tuổi đến mười sáu trong một nhà máy thủy tinh ở Natrona, Pennsylvania, trở về nhà hai năm sau đó. Năm 17 tuổi, anh ta tìm được việc làm tại Công ty Millling Mill ở Cleveland.
Sau vụ sụp đổ kinh tế năm 1893, khi nhà máy đóng cửa một thời gian và chủ công tìm cách giảm tiền lương, các công nhân đã đình công, đưa Leon và anh em của anh ta ra khỏi công ty. Với tình trạng kinh tế và xã hội khủng khiếp xung quanh, Czolgosz cảm thấy rất thoải mái trong Nhà thờ Công giáo Ba Lan và các tổ chức nhập cư khác, và tìm kiếm những người dân Mỹ khác chia sẻ những quan ngại của ông về bất công xã hội. Ông gia nhập câu lạc bộ xã hội chủ nghĩa của một người lao động vừa phải, Hội Đại bàng vàng, và cuối cùng là một nhóm xã hội chủ nghĩa cấp tiến hơn được gọi là Sila Club, nơi ông quan tâm đến chủ nghĩa vô chính phủ và cuối cùng ông đi theo nhóm cực tả (vô chính phủ) và chống Chính phủ Mỹ, điều này cuối cùng thúc đẩy động cơ ông ám sát Tổng thống Mỹ..